# Líbano en los Juegos Paralímpicos de Sídney 2000
Líbano estuvo representado en los Juegos Paralímpicos de Sídney 2000 por dos deportistas masculinos. El equipo paralímpico libanés no obtuvo ninguna medalla en estos Juegos.